# Siwu
Le siwu est une langue nigéro-congolaise kwa parlée dans l’est du Ghana, dans la région de la Volta.

## Écriture
| a | b | d | dz | ɖ | e | ɛ | f | g | gb | ɣ  | h | i | k | kp |
| l | m | n | ny | o | ɔ | p | r | s | t  | ts | u | v | w | y  |